# Gabriela Best
María Gabriela Best (1 de diciembre de 1984) es una remera argentina. En los Juegos Olímpicos de 2008, compitió en scull individual.  En los Juegos Olímpicos 2012, compitió en la categoría de dos sin timonel junto con María Laura Abalo. Gabriela ganó dos medallas en los Juegos Panamericanos de 2007 y otras tres en los Juegos Panamericanos de 2011.

## Palmarés
| Juegos Panamericanos | Juegos Panamericanos     | Juegos Panamericanos | Juegos Panamericanos |
| Año                  | Lugar                    | Medalla              | Prueba               |
| -------------------- | ------------------------ | -------------------- | -------------------- |
| 2007                 | Río de Janeiro ( Brasil) | Medalla de plata     | W1X                  |
| 2007                 | Río de Janeiro ( Brasil) | Medalla de bronce    | W4X                  |
| 2011                 | Guadalajara ( México)    | Medalla de oro       | W4X                  |
| 2011                 | Guadalajara ( México)    | Medalla de oro       | W2-                  |
| 2011                 | Guadalajara ( México)    | Medalla de plata     | W1X                  |
| Juegos Sudamericanos |                          |                      |                      |
| Año                  | Lugar                    | Medalla              | Prueba               |
| 2014                 | Santiago ( Chile)        | Medalla de plata     | W1X                  |